# Castillo de Santueri
Castillo de Santueri är ett slott i Spanien.   Det ligger i regionen Balearerna, i den östra delen av landet, 600 km öster om huvudstaden Madrid. Castillo de Santueri ligger 391 meter över havet.
Terrängen runt Castillo de Santueri är platt söderut, men norrut är den kuperad. Castillo de Santueri ligger uppe på en höjd. Närmaste större samhälle är Felanitx, 5,4 km nordväst om Castillo de Santueri. Trakten runt Castillo de Santueri består till största delen av jordbruksmark.